# 建平 (北凉)
建平是一個與沮渠氏北凉和闞姓高昌政權有關的年號。
目前考古发现有建平纪年文书，从五年七月到六年九月，但是没有干支纪年。因此该年号的时间各家观点不同，施新榮認爲“建平”為北凉沮渠牧犍年號而闞爽的高昌政權於441年至442年繼續使用。。吴震则认为建平年号在缘禾与承平之间，一种可能是闞爽不奉北凉正朔，但是为了发号施令，继续用缘禾纪年。在缘禾六年自建建平年号，导致两种年号互见；另一种可能是或许沮渠牧犍在承和五年改元建平，但是史书漏记。建平年号从437年到442年，共6年。。
朱雷也同意建平年号有6年，但是他认为建平在承和和承平之间，沮渠牧犍虽然建元建平，但是没有使用，而是奉北魏正朔，用缘禾或太缘，而在建元承平之前，曾一度使用建平年号，称“建平五年”等。

## 参看
- 中国年号列表
- 其他使用建平年號的政權